# Thesea flava
Thesea flava is een zachte koraalsoort uit de familie Plexauridae. De koraalsoort komt uit het geslacht Thesea. Thesea flava werd in 1910 voor het eerst wetenschappelijk beschreven door Nutting. 